# Nyugati bandikut
A nyugati bandikut vagy nyugati csíkos bandikut más néven marl (Perameles bougainville) a bandikutalakúak (Peramelemorphia) rendjébe tartozó bandikutfélék (Peramelidae) családjába tartozó faj.

## Elterjedése
Nyugat-Ausztráliában honos. Valaha megszokott látvány volt Ausztráliában, de mára a faj megritkult.

## Megjelenése
Hossza 46 centiméter, szőrzete felül barna alul sárga színű.

## Életmódja
Tápláléka nagy részét valószínűleg rovarok teszik ki.

## Természetvédelmi helyzete
1970-ben kihaltnak tartották, mert az utolsó példányt 1929-ben jegyezték fel. Az 1970-es években újra felfedezték egy kis életképes populációját, de a ragadozók és az élőhely pusztulása következtében a faj egyedszáma egyre jobban csökken. Szerencsére mivel a nyugati bandikut gyorsan szaporodik feltételezhető állomány növekedni fog a vadonban, és fogságban egyaránt.